# Stazione di Rione Trieste
Stazione di Rione Trieste vasútállomás Olaszországban, Somma Vesuviana településen.

## Vasútvonalak
Az állomást az alábbi vasútvonalak érintik:
- Nápoly–Ottaviano–Sarno-vasútvonal

## Kapcsolódó állomások
A vasútállomáshoz az alábbi állomások vannak a legközelebb:
- Stazione di Ottaviano (Circumvesuviana) (Stazione di Sarno (Circumvesuviana), Nápoly–Ottaviano–Sarno-vasútvonal)
- Stazione di Somma (Stazione di Napoli Porta Nolana, Nápoly–Ottaviano–Sarno-vasútvonal)